# 南毛蒿
南毛蒿（学名：Artemisia chingii）为菊科蒿属的植物。分布于越南、泰国以及中国大陆的浙江、山西、湖南、陕西、湖北、广西、四川、云南、甘肃、安徽、广东、江西、河南、贵州等地，生长于海拔700米至1,800米的地区，见于中、低海拔地区的山坡以及草地等处，目前尚未由人工引种栽培。